# Nazionale di slittino dell'Unione Sovietica
La nazionale di slittino dell'Unione Sovietica è stata la rappresentativa nazionale dell'Unione Sovietica in tutte le manifestazioni dello slittino, dalle Olimpiadi ai mondiali, passando per gli europei e la Coppa del Mondo.
Raggruppava tutti gli slittinisti di nazionalità sovietica selezionati dagli appositi organi ed era posta sotto l'egida della Federacija sannogo sporta SSSR (Федерация санного спорта СССР); erano inoltre previste squadre giovanili, che prendevano parte ai mondiali juniores, alle Coppe del Mondo juniores, nonché a tutte le altre manifestazioni internazionali di categoria.

## Storia

### Dagli esordi all'affermazione internazionale
Sebbene la prima competizione ufficiale di slittino di cui si ha notizia in Unione Sovietica risalga al 1910 e si svolse a Mosca sulla Collina dei passeri, per vedere gli atleti sovietici in gara in una competizione internazionale si dovettero attendere oltre 60 anni, dopo che nacque la federazione sovietica di slittino, quando presero parte ai campionati europei di Schönau am Königssee nel gennaio del 1972 e nel quale ottennero come migliori risultati il sedicesimo posto nel singolo femminile con Nina Šaškova, il diciannovesimo in quello maschile grazie a Jurij Svetikov ed il quindicesimo nel doppio per merito della coppia formata da Jurij Egorov e Viktor Il'in. Quegli stessi atleti, insieme ai loro compagni di squadra parteciparono un mese più tardi anche ai Giochi olimpici di Sapporo 1972, ed anche in quell'occasione ottennero solo posizioni di rincalzo.
La squadra sovietica tuttavia non tardò molto a diventare una delle nazioni primattrici della scena mondiale nello slittino, iniziò infatti a cogliere il primo importante successo già agli europei di Hammarstrand 1976 grazie alla vittoria di Vera Zozulja nel singolo donne. Negli anni successivi la Zozulja si confermò come una delle più forti slittiniste della sua epoca vincendo il titolo iridato ad Imst 1978 e salendo per altre due volte sul podio mondiale, conquistando la Coppa del Mondo nel 1981/82 e soprattutto trionfando ai Giochi olimpici di Lake Placid 1980, gara in cui al terzo posto giunse la connazionale Ingrīda Amantova. Sempre agli europei del 1976 gli atleti dell'URSS colsero anche una medaglia di bronzo nella specialità biposto grazie a Dajnis Bremze e Ajgars Krikis, che due anni più tardi avrebbero trionfato ai mondiali di Imst 1978, proprio davanti all'altra coppia sovietica formata da Valerij Jakušin e Vladimir Šitov.
I successi non mancarono nemmeno nella specialità del singolo uomini, soprattutto per merito di Sergej Danilin, che vinse la medaglia d'oro ai mondiali di Hammarstrand 1981, giunse secondo nell'edizione successiva di Lake Placid 1983 e terzo in quella di Igls 1987; inoltre conquistò il titolo europeo ad Hammarstrand 1986 ed ottenne il secondo posto alle Olimpiadi di Sarajevo 1984, dove salì sul podio insieme al compagno di squadra Valerij Dudin che giunse terzo; in quella stessa edizione dei Giochi altri due slittinisti sovietici portarono a casa una medaglia, Evgenij Belousov ed Aleksandr Beljakov ottennero la piazza d'onore nella specialità del doppio. Belousov e Beljakov nella loro carriera conquistarono inoltre la medaglia d'oro ai campionati europei di Hammarstrand 1986 e la Coppa del Mondo nel 1987/88.
Gli ultimi importanti risultati colti dagli atleti sovietici furono ottenuti da Jurij Charčenko, che ottenne il bronzo ai Giochi olimpici di Calgary 1988 nel singolo uomini e da Julija Antipova, che nel singolo donne conquistò la medaglia d'argento ai mondiali di Calgary 1990 e per due volte conquistò la Coppa di cristallo: nel 1987/88 e nel 1989/90.
Per quanto concerne la gara a squadre, che fece il suo debutto agli europei di Schönau am Königssee 1988 e che vide la formazione dell'Unione Sovietica chiudere la prova ai piedi del podio, la squadra dell'URSS nelle rassegne iridate conquistò due medaglie di bronzo: a Winterberg 1989 per merito di Danilin, Charcenko, Belousov, Beljakov, Antipova ed Irina Kusakina, ed a Calgary 1990 ancora con Danilin ed Antipova insieme agli altri compagni Andrej Ročilov, Igor' Lobanov, Gennadij Beljakov ed una giovanissima Natalija Jakušenko.

### La caduta dell'URSS e le competizioni come Comunità degli Stati Indipendenti
L'Unione Sovietica cessò ufficialmente di esistere il 26 dicembre del 1991: le prime avvisaglie del cambiamento si ebbero già dalla seconda metà degli anni ottanta, dopo che la politica riformista voluta dall'allora neoeletto presidente sovietico Michail Gorbačëv aveva portato ad una decentralizzazione del potere favorendo una maggiore autonomia delle singole autorità locali che nel 1990 si tradusse, da parte dei paesi baltici dell'Unione, e precisamente dell'Estonia, della Lettonia e della Lituania, in un processo per ottenere il ripristino dell'indipendenza. La spallata definitiva che portò alla Dissoluzione dell'Unione Sovietica si ebbe nell'agosto del 1991, quando il tentativo di colpo di stato voluto da alcuni massimi esponenti del PCUS per deporre Gorbacëv e fermare questa crescente desiderio di autonomia da parte delle altre singole repubbliche formanti l'Unione Sovietica fallì dopo soli tre giorni e il presidente Gorbacëv ritornò nuovamente al potere, ma questo fatto diede ancor più forza al processo liberista, guidato dal presidente della Repubblica federativa russa Boris El'cin, che prima proibì l'attività del PCUS in Russia e successivamente firmò, insieme ai presidenti di altre due Repubbliche formanti l'Unione, quella ucraina e quella bielorussa, il trattato di Belaveža che sanciva la dissoluzione dello Stato sovietico e la contemporanea nascita di una confederazione di stati sovrani, chiamata Comunità degli Stati Indipendenti; a questo primo accordo si aggregarono dopo poche settimane altre sette Repubbliche dell'Unione. Tutto ciò costrinse Michail Gorbacëv a rassegnare le proprie dimissioni il giorno di Natale del 1991 e nella giornata successiva il Soviet Supremo sancì formalmente la fine dell'Unione Sovietica.
Questo sconvolgimento all'interno della nazione coinvolse ovviamente anche la nazionale di slittino, che prima dell'inizio della stagione 1991/92 perse tutti gli atleti provenienti dalla Lettonia, fino ad allora una delle fucine slittinistiche della nazione la cui scuola negli anni passati aveva dato alla squadra sovietica atleti del calibro di Vera Zozulja, Dajnis Bremze, Ajgars Krikis, Ingrīda Amantova, Juris Ėjsaks e Ėjnars Vejkša. I lettoni formarono quindi una nazionale a sé stante comprendente tra gli altri anche Anna Orlova, Agris Elerts, Aivars Polis e Roberts Suharevs, tutti capaci di salire sul podio in prove di Coppa in quella stessa stagione.
A ciò si aggiunse anche il ritiro dalle competizioni di Julija Antipova, Jurij Charčenko e Valerij Dudin. Tutte queste defezioni portarono al varo di una nazionale guidata dal veterano Sergej Danilin ed infarcita di nuovi giovani elementi tra cui Al'bert Demčenko, che negli anni seguenti diventerà il più titolato slittinista russo. Questa nazionale prese il nome per il resto della stagione di squadra della Comunità degli Stati Indipendenti, mentre ai Giochi di Albertville 1992 si presentò sotto la bandiera olimpica e con il nome di Squadra Unificata. Dal 1992/93 le nazioni presenti nella Comunità iniziarono ad avere squadre a loro stanti e nacquero quindi la nazionale russa e quella ucraina; successivamente anche quella georgiana e quella kazaka fecero il loro esordio nelle competizioni slittinistiche internazionali.